# Хуракан
Хуракан або Уракан (Hurakan або Huracan маянськими мовами, інколи Harakan, Jurakan, від Jun Raqan — «одноногий», також віомий як U K'ux Kaj — «голова неба») — маянський бог вітру, бурі і вогню, один з трьох богів-творців, що здійснювали спроби створити людство. Він також викликав велику повінь, після того, як друге покоління людей не погодилося з богами. Він жив у вітрений імлі над водами повені та викликав землю назад з її вод.
Його ім'я, що перекладається як «одноногий», вказує на його ймовірний зв'язок з Богом K (також Bolon Tzacab, K'awiil або Kauil) посткласичної та класичної іконографії мая, богом блискавки з одною людською ногою та одною ногою у формі змії. Хуракан також пов'язаний із сапотекським богом Косіхо (Cocijo) і ацтекським Тлалоком (Tlaloc).